# Skärgårdsflirt (TV-serie)
Skärgårdsflirt är en svensk TV-serie i tre delar från 1972, baserat på Gideon Wahlbergs folklustspel med samma namn. Pjäsen har även filmatiserats 1932 av Rasmus Breistein och 1935 av Arne Bornebusch.
I Gideon Wahlbergs originalmanus utspelar sig handlingen på Sveriges ostkust, men i TV-versionen flyttades handlingen till Sveriges västkust.
Inspelningarna gjordes på Tjörn i Bohuslän. Bo Hermansson svarade för regin och i rollistan fanns folkkära skådespelare som bland andra Gösta Bernhard, Hjördis Petterson, Siv Ericks, Rolv Wesenlund och Sten-Åke Cederhök.
Serien sändes på TV 2 tre kvällar i rad julen 1972  och har visats i repris flera gånger.

## Handling
Fiskargubben Västman har lovat bort sin son Nils-Erik till skärgårdsbonden Sjöholms vackra dotter Inga. Komplikationer uppstår när Nils-Erik förälskar sig i en annan flicka.

## Rollista
- Västman, fiskare – Gösta Bernhard
- Augusta, hans hustru – Hjördis Petterson
- Nils-Erik, deras son – Jonas Falk
- Kristina, piga hos Österman – Inger Hayman
- Karl-Johan, dräng hos Österman – Rolv Wesenlund
- Sjöholm, skärgårdsbonde – Sture Ericson
- Inga, Sjöholms dotter – Marit Falk
- Albert, Sjöholms dräng – Sten-Åke Cederhök
- Grosshandlaren – Folke Hjort
- Märta, hans hustru – Siv Ericks
- Lilly, deras dotter – Christina Stenius
- Hans – Ola Lindegren
- Skomakare-Anders – Berndt Westerberg
- Brevbäraren – Sten Engborg

## DVD
Serien gavs ut på DVD 2011 och i en buskisbox tillsammans med Grabbarna i 57:an 2012.